# Оппельн-Брониковский, Герман фон
Герман Леопольд Аугуст фон Оппельн-Брониковский (нем. Hermann Leopold August von Oppeln-Bronikowski; 2 января 1899 — 19 сентября 1966) — генерал-майор вермахта, кавалер Рыцарского креста с дубовыми листьями и мечами. Олимпийский чемпион по конному спорту.

## Биография
Выходец из польско-немецкого дворянского рода Оппельн-Брониковских.
С 19 декабря 1917 года — лейтенант (после кадетского училища). Служил в оккупационных частях в Варшаве. Несмотря на неучастие в боевых действиях — получил Железные кресты обеих степеней.
Продолжил службу в рейхсвере, в кавалерии.
На летних Олимпийских играх 1936 года в Берлине в составе немецкой команды по конному спорту получил золотую медаль в выездке.
К началу Второй мировой войны — командир кавалерийского эскадрона, майор.
После начала Второй мировой войны был назначен командиром разведбатальона 24-й пехотной дивизии. Участвовал в Польской кампании.
С 1 апреля 1940 года — переведён в штаб главнокомандования сухопутных сил. С 1 августа 1940 — подполковник.
15 января 1942 года — назначен командиром 11 танкового полка шестой моторизованной дивизии (в районе Брянска). С 1 февраля 1942 — полковник. 25 ноября 1942 — получил лёгкое ранение.
1 января 1943 года — награждён Рыцарским крестом. 13 июля 1943 — попал под ошибочный авианалёт немецкой авиации, тяжело ранен. Отправлен в офицерский резерв, в качестве компенсации за ранение от своих — награждён Золотым немецким крестом.
В июне 1944 года — вновь командует танковым полком во время вторжения американо-британских войск во Францию. Полк был уничтожен в районе Кана, полковник Брониковски награждён в июле 1944 — Дубовыми листьями к Рыцарскому кресту и вновь отправлен в офицерский резерв.
Однако в ноябре 1944 года — фон Брониковски был назначен командиром 20-й танковой дивизии и отправлен на Восточный фронт (в Восточную Пруссию). А уже 30 января 1945 года (в честь годовщины назначения Адольфа Гитлера канцлером Германии) — фон Брониковски произведён в звание генерал-майора.
20-я танковая дивизия отступила в Польшу, затем в Германию. В качестве поощрения фон Брониковски был награждён 17 апреля 1945 года Мечами к Рыцарскому кресту с Дубовыми Листьями. Затем генерал-майор фон Брониковски оставил свою дивизию и отправился на запад, где успешно сдался в американский плен.
В дальнейшем принимал активное участие в качестве гражданского советника в формировании нового Бундесвера. Был тренером канадской сборной по конному спорту на Олимпийский играх 1964 года в Токио.

## Награды
- Медаль «За отвагу» (Великое герцогство Гессен)
- Железный крест (1914) 2-го и 1-го классов
- Пряжка к Железному кресту (1939) 2-го и 1-го класса
- Нагрудный знак «За танковую атаку»
- Нагрудный знак «За ранение» (1939) в чёрном
- Немецкий крест в золоте (7 Август 1943)
- Рыцарский крест (1 Январь 1943)
  - с Дубовыми листьями, (28 Июль 1944) (536-й)
    - с Мечами (17 Апрель 1945) (142-й).